# ناوشکن کلاس فرمه
ناوشکن کلاس فرمه (به انگلیسی: Framée-class destroyer) یک کلاس از کشتی است.